# Roberto Garza Sada
Roberto Garza Sada (Monterrey, Nuevo León; 9 de diciembre de 1895 - 13 de diciembre de 1979) fue un empresario y filántropo mexicano. Participó en la fundación y dirección de Grupo Cervecería Cuauhtémoc, Hojalata y Lámina (HYLSA), Empaques de Cartón Titán y Compañía Financiera General de Aceptaciones. Impulsó las instituciones educativas en su ciudad natal, siendo uno de los principales benefactores de la Universidad de Monterrey y del Instituto Tecnológico y de Estudios Superiores de Monterrey.

## Estudios y familia
Sus padres fueron Isaac Garza Garza y Consuelo Sada Muguerza. Fue el sexto de 8 hijos. Estudió Ingeniería Química en el Instituto Tecnológico de Massachusetts (MIT). Vivió con su familia en Estados Unidos durante la Revolución mexicana. En 1918 regresó a Monterrey para incorporarse a la Cervecería Cuauhtémoc, empresa fundada por su padre. Contrajo matrimonio el 11 de febrero de 1921 con Margarita Sada García, hija de Francisco Sada Muguerza y Mercedes García. Tuvo cinco hijos: Roberto, Margarita, Dionisio, Bernardo y Armando.

## Vida profesional
Se dedicó a dirigir las empresas fundadas por su padre Isaac Garza además fundo y formó parte del Consejo de Administración de Hojalata y Lámina (HYLSA).
En 1939, fue uno de los fundadores de Fábricas Monterrey (Famosa), empresa dedicada a la fabricación de corcholatas cuya finalidad era sustituir el tapón de corcho que venían utilizando las botellas de cerveza. Además de su padre y hermano, fueron socios de esta empresa José Calderón y los hermanos Muguerza, ya emparentandos para esas fechas.
Presidió, junto a su hermano, el grupo industrial Valores Industriales (VISA), el cual se componía de Cervecería Cuauhtémoc, Banca Serfín, Televisión Independiente de México, Hojalata y Lámina, Empaques de Cartón Titán, el cual se dividió en dos grandes conglomerados y de donde nació el Grupo Industrial Alfa el cual se compone de Sigma Alimentos (carnes, quesos y comidas refrigeradas), Alpek (petroquimica), Newpek (exploración de gas natural), Nemak (piezas automotrices), Alestra (telecomunicaciones), Terza (alfombras).

## Aportaciones a la educación
En 1957 fundó, con su hermano Eugenio, el Centro Escolar Cuauhtémoc A.C. con los colegios La Salle e Isabel la Católica donde se imparte educación preescolar, primaria y secundaria. Con la ayuda de los Hermanos Lasallistas y las Misioneras Clarisas del Santísimo Sacramento fue uno de los 10 fundadores del Tecnológico de Monterrey.
Realizó aportaciones económicas para la edificación de varios centros educativos, dentro de los cuales se encuentran la Escuela Gante, en San Pedro Garza García, creando una  fundación para formar una nueva casa de estudios donando el terreno y lo necesario para construir la actual Universidad de Monterrey, donde la biblioteca lleva su nombre y una placa que lo conmemora. En 1943 junto con otros empresarios encabezados por su hermano fundaron el Tecnológico de Monterrey 
En reconocimiento a la labor de sus maestros y en homenaje a su vida La UDEM entrega cada año el Premio “Pro Magistro Roberto Garza Sada” a los cinco profesores que se distinguieron por la calidad de su trabajo. El 18 de febrero de 2010 la Universidad de Monterrey (UDEM) le brindó un homenaje asistiendo como invitado de honor el general Colin Powell y aprovechando esta ocasión para editar un libro sobre su vida: Roberto Garza Sada. Hombre extraordinario, mecenas de la cultura, forjador de la industria 1885-1979. Asimismo se informó del inicio de la construcción del Centro Roberto Garza Sada de Arte, Arquitectura y Diseño, nombrado también en su honor.

## Filantropía
En 1957 formaron la Colonia Cuauhtémoc, con la finalidad de proporcionar vivienda a los trabajadores y al mismo tiempo de canalizar recursos para becar a sus hijos. Más tarde en el Grupo Industrial Alfa se fundó la Clínica Nova con los mismos propósitos. Ayudó también en obras como la construcción de la iglesia de Guadalupe en el municipio de San Pedro Garza García, en Nuevo León.

## Arte y cultura
Dio apoyo a la construcción del Planetario Alfa, inaugurado el 11 de octubre de 1978 por su hijo Bernardo. Una avenida que atraviesa de oriente a poniente el Municipio de San Pedro Garza García lleva su nombre, conectando el Planetario con la Universidad de Monterrey.